# Штрабаг
Штрабаг је европска грађевинска фирма са сједиштем у Бечу (раније у Шпиталу). То је највећа грађевинска фирма у Аустрији. Тренутни извршни директор је Стефан Кратоцхвил.

## Историја
Фирма води поријекло од двије компаније: Лерхбаумер, основана 1835. од стране Антона Лерхбаумера, позната и као ИЛБАУ од 1954. Штразенвалценбетриб, основана 1895. позната и као ШТРАБАГ од 1930. Ове двије компаније долазе под заједничко власништво БИБАГ Бауиндусри Бетеилингунгс Актингезелшафт (касније преименована у ШТРАБАГ СЕ) 1998. године.

## Главни пројекти
Главни пројекти укључују градњу светионика Алте Везер, који је завршен 1964. године, Басра Аеродром у Ираку завршен 1988, Копенхаген метро завршен 2002, Други терминал аеродрома у Софији који је завршен 2006. и Врмац тунел завршен 2007.
Штрабаг тренутно ради на Нијагарином трећем хидро тунелу који ће бити завршен 2013, а градња Лимерик тунела у Ирској би требало да буде завршена 2010.
Јула 2016. године, Штрабаг је добио посао изградње приступних саобраћајница за железничку станицу Београд центар.